# 細井金四郎
細井 金四郎（ほそい きんしろう、1838年（天保9年7月） - 1909年（明治42年）11月4日）は、明治時代の政治家。醸造家。衆議院議員。岐阜県不破郡垂井町長。

## 経歴
美濃国不破郡垂井村（現岐阜県不破郡垂井町）出身。酒造業を営む。
庄屋、垂井村長、同町長、不破郡会議員、岐阜県会議員を歴任した。
1894年（明治27年）9月の第4回衆議院議員総選挙では岐阜県第2区から出馬し当選。衆議院議員を1期務めた。